# Olympische Winterspiele 1952/Teilnehmer (Finnland)
| Gelbes Symbol für Goldmedaillen mit stilisierten Olympischen Ringen | Graues Symbol für Silbermedaillen mit stilisierten Olympischen Ringen | Braundes Symbol für Bronzemedaillen mit stilisierten Olympischen Ringen |
| ------------------------------------------------------------------- | --------------------------------------------------------------------- | ----------------------------------------------------------------------- |
| 3                                                                   | 4                                                                     | 2                                                                       |

Finnland nahm an den VI. Olympischen Winterspielen 1952 in der norwegischen Hauptstadt Oslo mit einer Delegation von 50 Athleten in sieben Disziplinen teil, davon 45 Männer und 5 Frauen. Mit drei Gold-, vier Silber- und zwei Bronzemedaillen war Finnland die drittbeste Nation bei diesen Spielen.
Fahnenträger bei der Eröffnungsfeier war der Nordische Kombinierer Heikki Hasu.

## Teilnehmer nach Sportarten

### Eishockey
Männer
| - Yrjö Hakala - Aarne Honkavaara - Erkki Hytönen - Pentti Isotalo - Matti Karumaa - Ossi Kauppi - Keijo Kuusela - Kauko Mäkinen - Pekka Myllylä | - Christian Rapp - Esko Rekomaa - Matti Rintakoski - Eero Saari - Eero Salisma - Lauri Silván - Unto Wiitala - Jukka Wuolio |

- 7. Platz

### Eiskunstlauf
Männer
- Kalle Tuulos
13. Platz (131,211)

Frauen
- Leena Pietila
20. Platz (124,733)

### Eisschnelllauf
Männer
- Kalevi Laitinen
500 m: 21. Platz (45,4 s)
1500 m: 24. Platz (2:27,1 min)
5000 m: 22. Platz (8:52,4 min)

- Lassi Parkkinen
500 m: Rennen nicht beendet
1500 m: 6. Platz (2:23,0 min)
10.000 m: 8. Platz (17:36,8 min)

- Kauko Salomaa
500 m: 24. Platz (45,7 s)
1500 m: 7. Platz (2:23,3 min)
5000 m: 13. Platz (8:40,1 min)
10.000 m: 12. Platz (17:49,6 min)

- Toivo Salonen
500 m: 8. Platz (44,2 s)
1500 m: 25. Platz (2:27,4 min)

- Pentti Lammio
5000 m: 7. Platz (8:31,9 min)
10.000 m: 4. Platz (17:20,5 min)

- Matti Tuomi
5000 m: 12. Platz (8:40,0 min)
10.000 m: 23. Platz (18:25,5 min)

### Nordische Kombination
- Eeti Nieminen
Einzel (Normalschanze / 18 km): 8. Platz (424,181)

- Aulis Sipponen
Einzel (Normalschanze / 18 km): 7. Platz (425,227)

- Paavo Korhonen
Einzel (Normalschanze / 18 km): 4. Platz (447,500)

- Heikki Hasu
Einzel (Normalschanze / 18 km): Silber  (376,621)

### Ski Alpin
Männer
- Pentti Alonen
Abfahrt: 44. Platz (2:59,7 min)
Riesenslalom: 31. Platz (2:45,1 min)
Slalom: im Vorlauf ausgeschieden

- Pekka Alonen
Riesenslalom: 55. Platz (3:00,2 min)
Slalom: 14. Platz (2:08,7 min)

- Niilo Juvonen
Riesenslalom: 44. Platz (2:52,8 min)
Slalom: im Vorlauf ausgeschieden

- Eino Kalpala
Abfahrt: 56. Platz (3:16,2 min)
Riesenslalom: 42. Platz (2:52,3 min)
Slalom: im Vorlauf ausgeschieden

### Skilanglauf
Männer
- Heikki Hasu
18 km: 4. Platz (1:02:24 h)
4 × 10 km Staffel: Gold  (2:20:16 h)

- Paavo Korhonen
18 km: 14. Platz (1:05:30 h)

- Paavo Lonkila
18 km: Bronze  (1:02:20 h)
4 × 10 km Staffel: Gold  (2:20:16 h)

- Tapio Mäkelä
18 km: Silber  (1:02:09 h)
4 × 10 km Staffel: Gold  (2:20:16 h)

- Eeti Nieminen
18 km: 21. Platz (1:08:24 h)

- Toivo Oikarinen
18 km: 10. Platz (1:04:07 h)

- Tauno Sipilä
18 km: 8. Platz (1:03:40 h)

- Aulis Sipponen
18 km: 16. Platz (1:06:03 h)

- Veikko Hakulinen
50 km: Gold  (3:33:33 h)

- Eero Kolehmainen
50 km: Silber  (3:38:11 h)

- Pekka Kuvaja
50 km: 9. Platz (3:46:31 h)

- Kalevi Mononen
50 km: 5. Platz (3:39:21 h)

- Urpo Korhonen
4 × 10 km Staffel: Gold  (2:20:16 h)

Frauen
- Mirja Hietamies
10 km: Silber  (42:39 min)

- Sirkka Polkunen
10 km: 5. Platz (43:07 min)

- Siiri Rantanen
10 km: Bronze  (42:50 min)

- Lydia Wideman
10 km: Gold  (41:40 min)

### Skispringen
- Tauno Luiro
Normalschanze: 18. Platz (199,5)

- Olavi Kuronen
Normalschanze: 12. Platz (204,5)

- Pentti Uotinen
Normalschanze: 8. Platz (213,0)

- Antti Hyvärinen
Normalschanze: 7. Platz (213,5)